# قوات الدرك (بلجيكا)

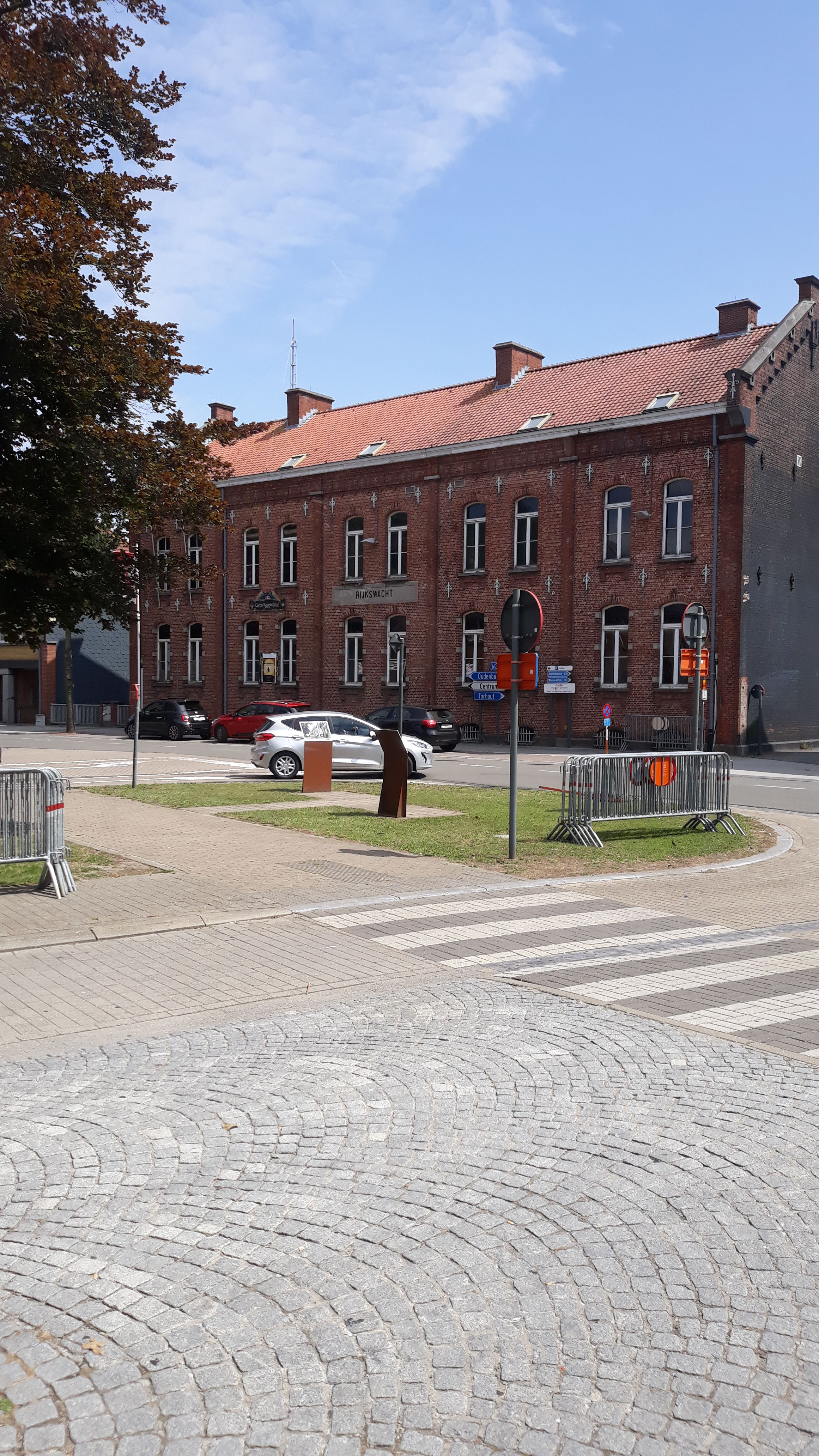

قوات الدرك (بلجيكا) (الهولندية) أو الدرك (الفرنسية) السابق قوة الشرطة شبه العسكرية من بلجيكا. وRijkswacht / الدرك أصبحت منظمة الشرطة المدنية في عام 1992، وهو مركز احتفظت حتى 1 يناير 2001، عندما كانت، جنبا إلى جنب مع قوات الشرطة الأخرى الموجودة في بلجيكا، ألغت وحلت محلها الشرطة المحلية والشرطة الاتحادية.